# (10729) Tsvetkova
(10729) Tsvetkova est un astéroïde de la ceinture principale.

## Description
(10729) Tsvetkova est un astéroïde de la ceinture principale. Il fut découvert le 4 septembre 1987 à Naoutchnyï par Lioudmila Jouravliova. Il présente une orbite caractérisée par un demi-grand axe de 2,64 UA, une excentricité de 0,21 et une inclinaison de 8,7° par rapport à l'écliptique.

## Compléments